# Polnische Fußballmeisterschaft 1926
Die polnische Fußballmeisterschaft 1926 war die letzte vom polnischen Fußballverband organisierte Meisterschaft, die in einem Nicht-Ligasystem ausgetragen wurde. Pogoń Lwów konnte den Titel zum dritten Mal hintereinander verteidigen und zum insgesamt vierten Mal polnischer Fußballmeister werden. Das Endrundenturnier wurde vom 15. August 1926 bis zum 28. November 1926 ausgetragen.

## Modus
Wie im Vorjahr wurden die Teams in drei Gruppen mit je drei Mannschaften aufgeteilt. Der Sieger der jeweiligen Gruppe qualifizierte sich für die Finalgruppe. Alle neun regionalen Verbände (Krakau, Lemberg, Łódź, Posen, Warschau, Oberschlesien, Lublin, Vilnius und Thorn) stellten erneut einen Teilnehmer.

## Tabellen

### Nordgruppe
| Pl. | Verein            | Sp. | S | U | N | Tore    | Quote | Punkte |
| --- | ----------------- | --- | - | - | - | ------- | ----- | ------ |
| 1.  | Polonia Warschau  | 4   | 4 | 0 | 0 | 020:200 | 10,00 | 08:0   |
| 2.  | TKS Toruń         | 4   | 2 | 0 | 2 | 015:800 | 1,88  | 04:40  |
| 3.  | WKS 1 ppLeg Wilno | 4   | 0 | 0 | 4 | 002:270 | 0,07  | 0:80   |

 Quelle: rsssf.org

### Südgruppe
| Pl. | Verein         | Sp. | S | U | N | Tore    | Quote | Punkte |
| --- | -------------- | --- | - | - | - | ------- | ----- | ------ |
| 1.  | Pogoń Lwów     | 4   | 4 | 0 | 0 | 024:200 | 12,00 | 08:0   |
| 2.  | KS Cracovia    | 4   | 2 | 0 | 2 | 023:700 | 3,29  | 04:40  |
| 3.  | KS Lublinianka | 4   | 0 | 0 | 4 | 001:390 | 0,03  | 0:80   |

 Quelle: rsssf.org

### Westgruppe
| Pl. | Verein               | Sp. | S | U | N | Tore    | Quote | Punkte |
| --- | -------------------- | --- | - | - | - | ------- | ----- | ------ |
| 1.  | Warta Poznań         | 4   | 4 | 0 | 0 | 018:400 | 4,50  | 08:0   |
| 2.  | Klub Turystów Łódź   | 4   | 1 | 0 | 3 | 005:100 | 0,50  | 02:60  |
| 3.  | Ruch Wielkie Hajduki | 4   | 1 | 0 | 3 | 004:130 | 0,31  | 02:60  |

 Quelle: rsssf.org

## Finale
| Pl. | Verein           | Sp. | S | U | N | Tore    | Quote | Punkte |
| --- | ---------------- | --- | - | - | - | ------- | ----- | ------ |
| 1.  | Pogoń Lwów       | 4   | 2 | 2 | 0 | 013:500 | 2,60  | 06:20  |
| 2.  | Polonia Warschau | 4   | 1 | 1 | 2 | 009:800 | 1,13  | 03:50  |
| 3.  | Warta Poznań     | 4   | 1 | 1 | 2 | 006:400 | 1,50  | 03:50  |

Mit dem Sieg in der Finalgruppe konnte Pogoń Lwów erneut den Meistertitel verteidigen. Das entscheidende Spiel gegen Polonia Warschau konnte Pogoń Lwów mit 2:0 gewinnen und damit zum vierten Mal polnischer Meister werden.